# Wilder Westen

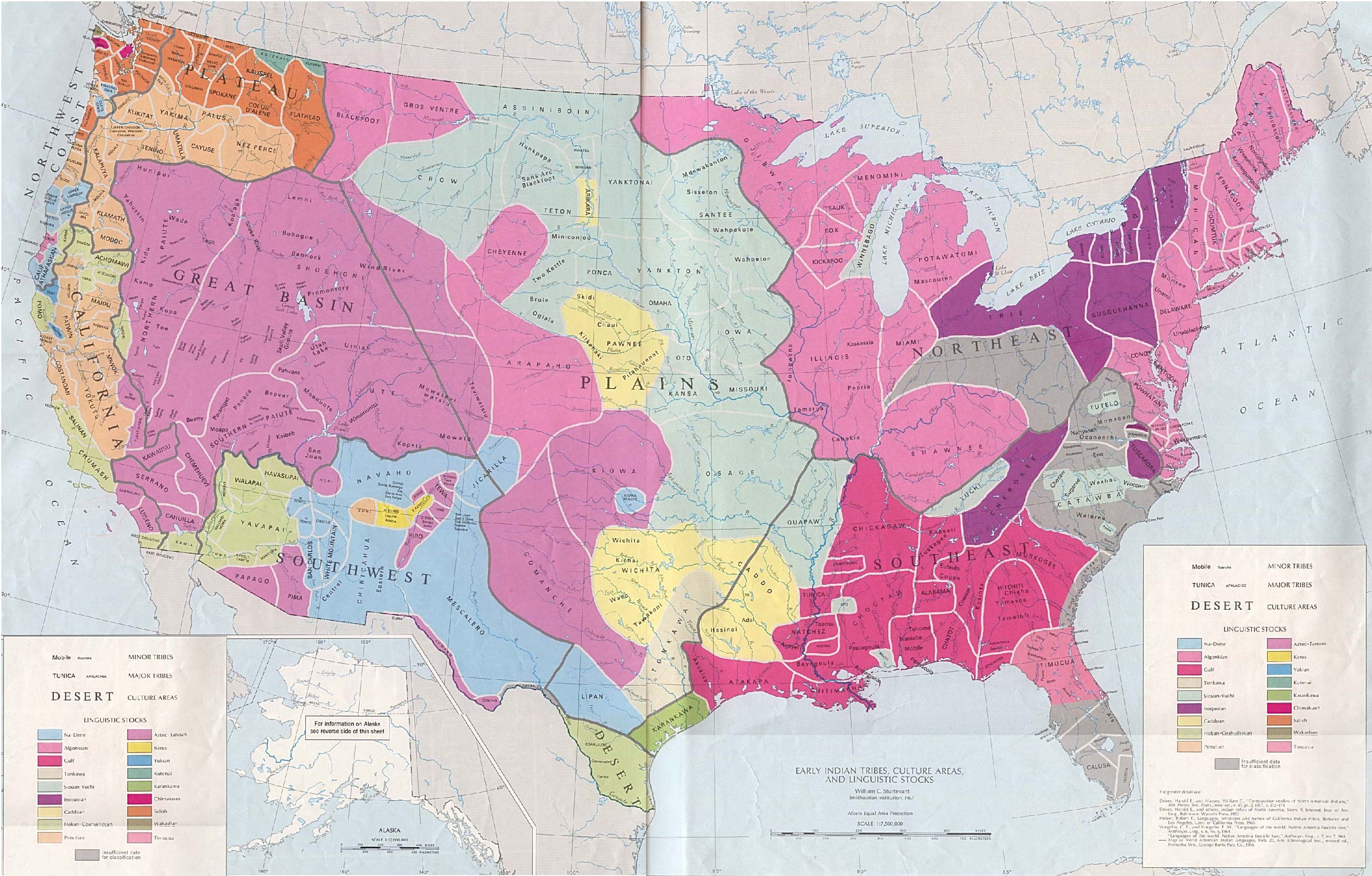
Karte der Vereinigten Staaten. Eingezeichnet sind die Indianervölker (farblich hervorgehoben deren zusammenhängende kulturelle Großräume) im Gebiet der heutigen Vereinigten Staaten beim ersten Kontakt mit Einwanderern aus Europa.

Wilder Westen ist eine – geographisch und historisch grob eingegrenzte – umgangssprachliche Bezeichnung für die ungefähr westlich des Mississippi gelegenen Gebiete der heutigen Vereinigten Staaten, die von 1865 bis zum Beginn des 20. Jahrhunderts systematisch von Angloamerikanern („Weiße“) besiedelt und erobert wurden. Viele Indianervölker leisteten dagegen erbitterten Widerstand. Der Wilde Westen umfasste damit die heutigen Bundesstaaten der Westküste (Washington, Oregon und Kalifornien) und der Mountain States (Montana, Idaho, Wyoming, Nevada, Utah, Colorado, Arizona und New Mexico) – die zusammen den heutigen Westen der Vereinigten Staaten bilden – sowie die Präriestaaten (North Dakota, South Dakota, Minnesota, Nebraska, Iowa, Kansas, Missouri, Oklahoma, Arkansas, Texas und Louisiana). In der auch als „Pionierzeit“ bezeichneten Ära des 19. Jahrhunderts waren alle dieses Bundesstaaten noch nicht in die Union der Vereinigten Staaten aufgenommen.
Im Verlauf der voranschreitenden Landnahme und Urbanisierung nahm die Besiedlung dieser Regionen durch aus Europa stammende Immigranten kontinuierlich zu, bis die Gebiete um 1890 in den organisierten Territorien der Vereinigten Staaten aufgingen. Symbolisch stehen die Öffnung der letzten Indianerterritorien im späteren US-Bundesstaat Oklahoma für die Besiedlung durch Kolonisten 1889–1895 durch eine Serie von Land Runs und das Massaker der United States Army an etwa 200 bis 300 Lakota am Wounded Knee Creek/South Dakota im Dezember 1890  für das Ende der Zeit des Wilden Westens. Mit diesen Ereignissen galten die Indianerkriege ebenso als abgeschlossen wie die Kolonisation der bis dahin von den Vereinigten Staaten beanspruchten Hoheitsgebiete (engl. territories) durch die aus Europa eingewanderten Siedler.
Seit diesem Zeitpunkt ist die wesentlich aus der Sichtweise der angloamerikanischen Siedler geprägte Begrifflichkeit Wilder Westen bis in die Gegenwart mit einer gewissen Verklärung verbunden: Durchdrungen von Vorstellungen über Freiheit, Männlichkeit, Recht des Stärkeren, Kampf um das Eigentum und ähnlichen Klischees kam es zu einer Mythologisierung und Trivialisierung der US-amerikanischen Pionierzeit, wobei die Grenzen zwischen historischen Fakten, Legendenbildung und frei erfundenen Geschichten oft verschwimmen.

## Vorgeschichte

### Erste Erkundungen

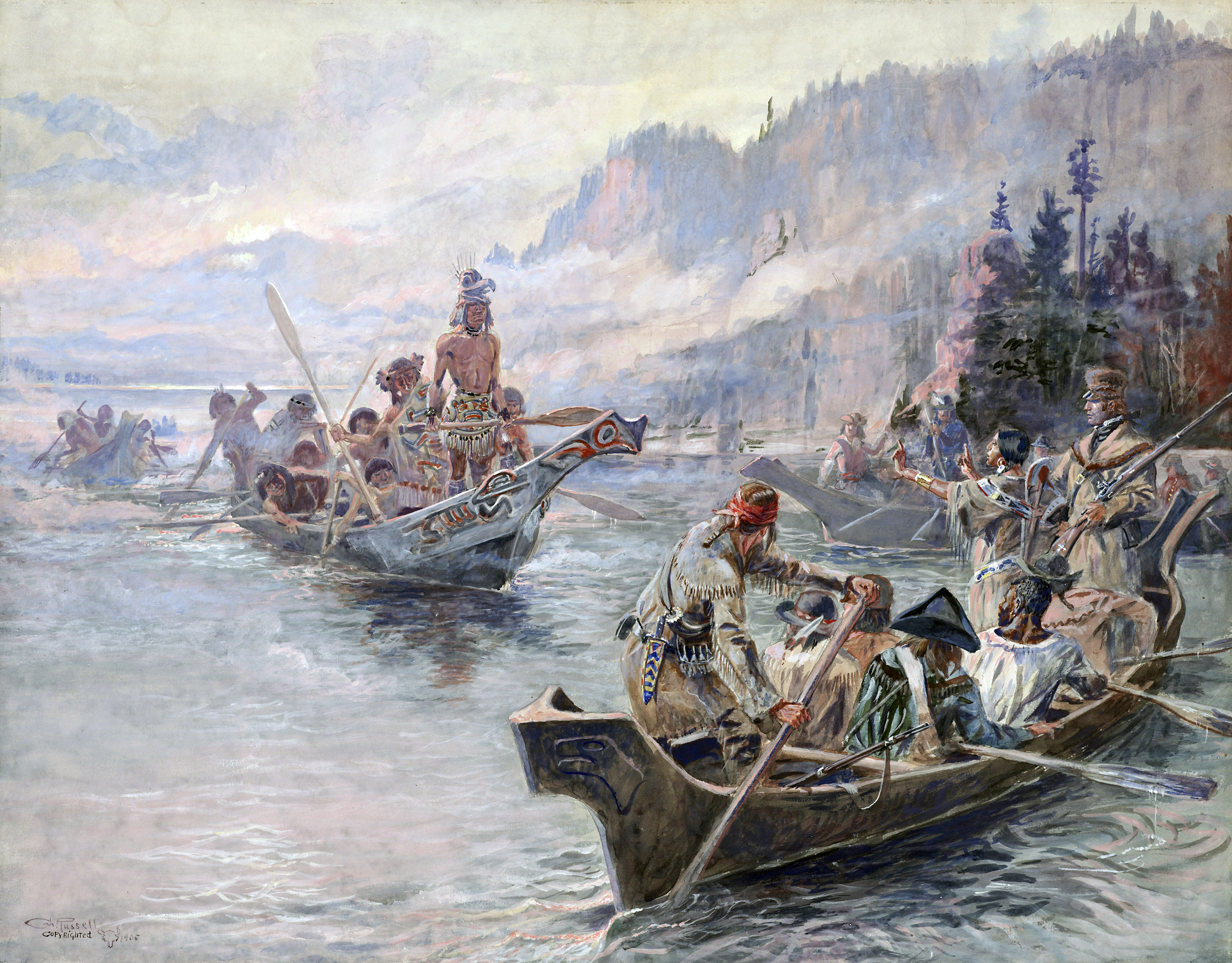
Lewis and Clark on the Lower Columbia, Gemälde aus dem Jahr 1905 von Charles Marion Russell

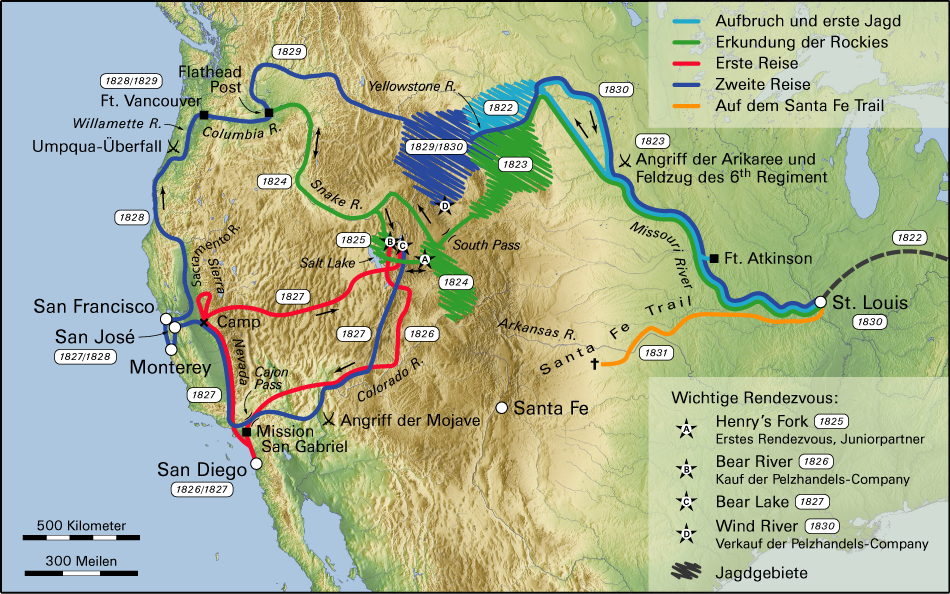
Die Reisen Jedediah Smiths im Westen der Vereinigten Staaten. Die Westhälfte der grünen Route von 1824 – zwischen South Pass und Columbia River – ähnelt bereits sehr dem späteren Oregon Trail.

Vorreiter der späteren Besiedlung des nordamerikanischen Westens durch vor allem aus Europa stammende Einwanderer waren Entdeckungsreisende wie Lewis und Clark, die zwischen 1804 und 1806 als erste einen durchgehenden Überlandweg vom Atlantik zum Pazifik fanden; oder Jäger, Fallensteller und Pelzhändler, wie z. B. Jedediah Smith, die in die von den Kolonisten noch unerschlossenen und von verschiedenen indigenen Völkern bewohnten Gebiete jenseits der sogenannten frontier (Grenze zum Indianergebiet) vordrangen und auch in Handelsbeziehungen mit den indianischen Gruppen traten. Bedingt durch die Erfahrungen dieser Trapper im Hinblick auf Ortskenntnisse und einer relativen Vertrautheit mit Sprache und Kultur einzelner Indianervölker führten einige von ihnen – unter anderen beispielsweise Jim Bridger – später als Scouts (Kundschafter bzw. Pfadfinder im eigentlichen Wortsinn) verschiedene Siedlertrecks (Planwagenkolonnen) nach Westen oder dienten der US-Armee während der Indianerkriege als Berater, Dolmetscher bei Verhandlungen oder Fährtensucher.

### Natürliche Barrieren und erste Trails

Oregon Trail und California Trail

Der Mississippi stellte lange Zeit die ungefähre Grenze der europäisch dominierten Zivilisation dar. Zwischen dieser Grenze und der Westküste befinden sich mehrere natürliche Barrieren: Zunächst die Great Plains als vermeintlich unwirtliche Prärie-Landschaft, westlich davon die Rocky Mountains, und wiederum westlich davon die Blue Mountains, die Kaskadenkette im Norden sowie das von Wüsten geprägte Große Becken und die Sierra Nevada im Süden.
Nach der Entdeckung des South Pass als auch für Planwagen geeignete Route durch die Rocky Mountains etablierte sich ab etwa den 1840er Jahren der Oregon Trail. Dieser durchquert die Great Plains entlang des Platte River, die Rocky Mountains durch den South Pass und den restlichen Weg entlang des Snake River in Richtung Oregon durch die Blue Mountains zum Columbia River, der letztlich in den Pazifik mündet.
Bald darauf etablierte sich auch der California Trail. Dieser zweigt nach der Durchquerung der Rocky Mountains vom Oregon Trail nach Südwesten ab und stößt bald auf den Humboldt River, der zumindest einen Teil der ansonsten unwirtlichen Wüstenlandschaft des Großen Beckens durchquert. Danach teilt sich der Trail in verschiedene Varianten auf, die jedoch alle durch mehr als 60 km Wüste und danach durch die Sierra Nevada führen. Auf diesem Trail spielte sich 1846–47 die Tragödie der Donner Party ab.

## Historische Merkmale des Wilden Westens

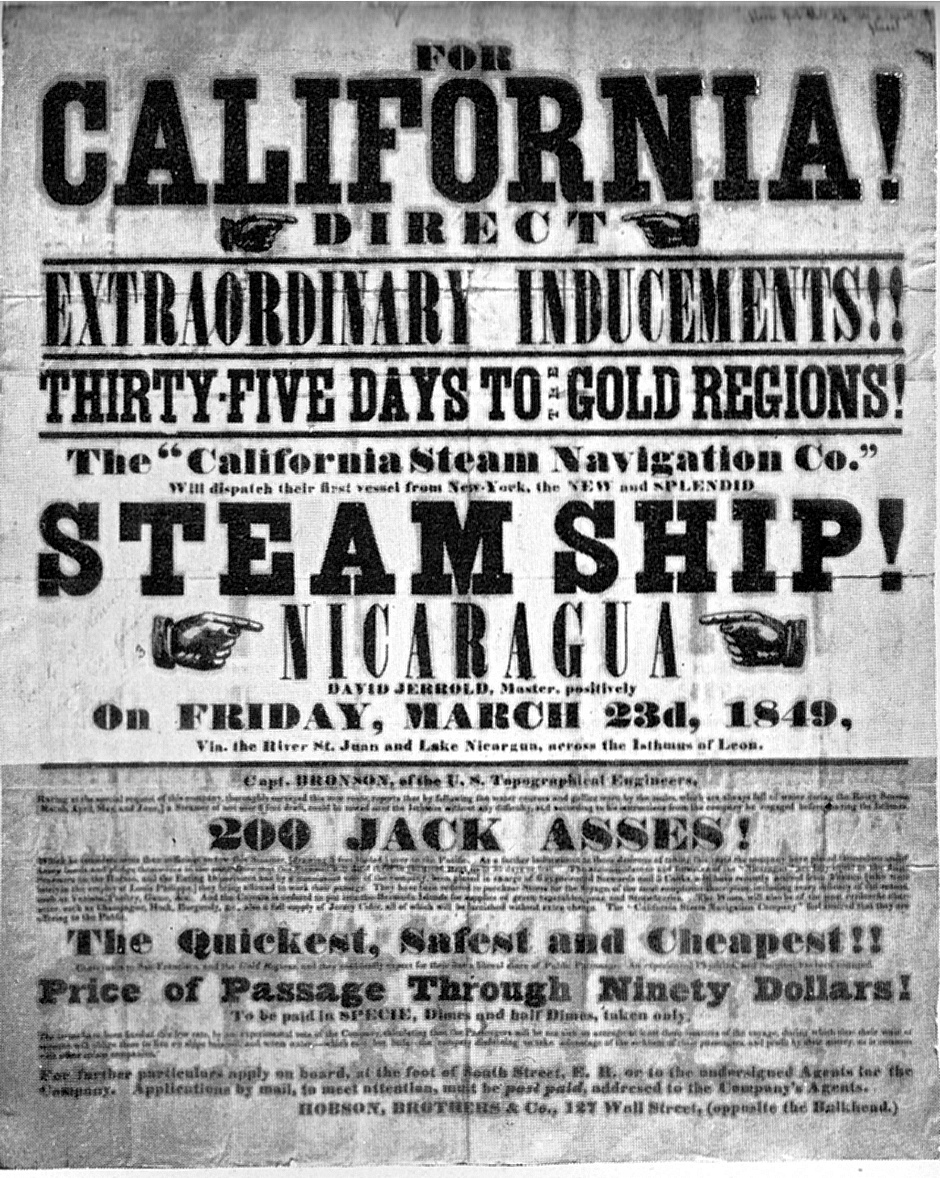
Werbeplakat aus dem Jahr 1849 für Schiffspassagen nach Kalifornien zum Goldrausch

Die als Wilder Westen im engeren Sinne bezeichnete Ära ab ca. 1850 war durch eine Aufbruchsstimmung gekennzeichnet, aus der heraus sich immer mehr Menschen aus dem zunehmend dichter besiedelten Osten der Vereinigten Staaten nach Westen aufmachten, darunter eine große Zahl von Immigranten (Einwanderer) vor allem aus Europa – jedoch auch ursprünglich vorwiegend vom afrikanischen Kontinent stammende entflohene oder infolge des Sezessionskrieges formaljuristisch befreite ehemalige Sklaven aus den Südstaaten der Vereinigten Staaten. Letzterer Sachverhalt fand in der späteren Trivialisierung des Wilden Westens nur sehr selten Berücksichtigung.
Die neue Religionsgemeinschaft der Mormonen ließ sich ab 1846 im heutigen Utah nieder, um ungestört nach ihrem Glauben leben zu können. Die Motivation der anderen Pioniere war von unterschiedlichen Gründen geprägt. Für die meisten war eine Ansiedlung in den Staaten des Ostens unerschwinglich. Als 1848 in der Nähe von San Francisco Gold gefunden wurde, löste dies mit dem Kalifornischen Goldrausch das bis dahin größte „Goldfieber“ in der Geschichte der Vereinigten Staaten aus, das die Trecks durch den Westen nach Kalifornien deutlich anschwellen ließ.

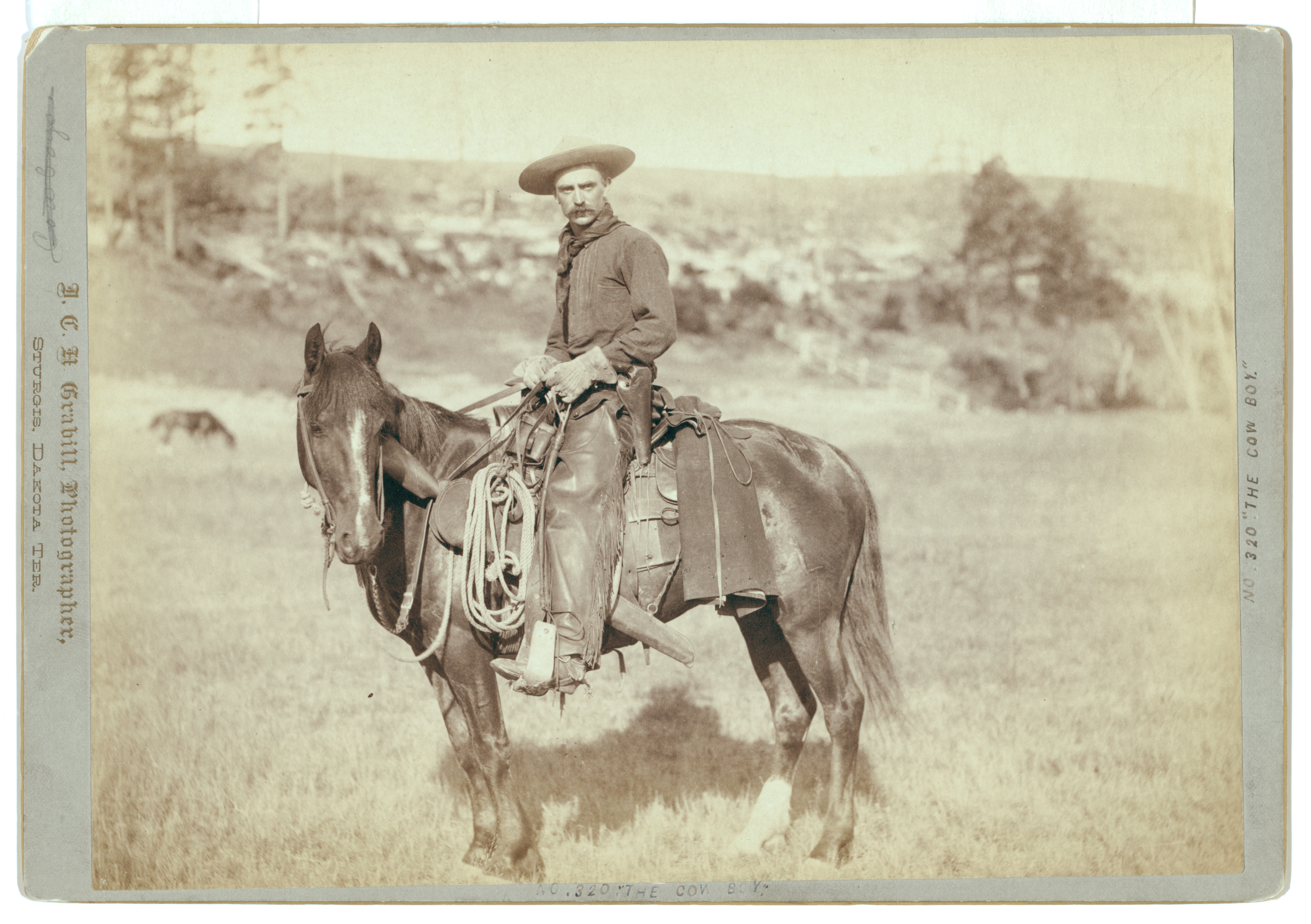
Cowboy, South Dakota, Foto von John C. H. Grabill, um 1888

Durch die Weite des Landes wurde vor allem in den fruchtbaren Ebenen der Prärie, wo die Region der Großen Ebenen in den Mittleren Westen übergeht, neben dem Getreideanbau die breit angelegte Viehzucht in großen Landstrichen ein wichtiger Wirtschaftsfaktor. Mit ihm einhergehend erlangte der Beruf des Cowboys den Rang, der ihn zu einem zentralen Sinnbild des Wilden Westens werden ließ. Jedoch nahm auch die Bedeutung dieses Berufes ab Mitte der 1870er Jahre ab, nachdem – bedingt durch die Ausdehnung der Eisenbahnlinien und die Verbreitung des Stacheldrahtzauns – zum einen die langen Viehtriebe zu den Fleischmärkten zurückgingen, zum anderen das Zusammenhalten der Rinderherden durch die Möglichkeit effektiverer Einzäunung eine rapide Rationalisierung in der Viehhaltung und entsprechend einen sozialen Abstieg des Cowboyberufs zur Folge hatte. Die Arbeitslosigkeit vormaliger Cowboys zeichnete bei nicht wenigen von ihnen den Weg in die Gesetzlosigkeit vor, die sich in der Verbreitung von Banditenbanden – vor allem in den 1870er und 1880er Jahren – ausdrückte. Auch das Aufgebot an Cowboys bei verschiedenen sogenannten Weidekriegen dieser Zeit, bei denen es vor allem um die Aufteilung des Landes ging, trug zu einer entsprechenden Legendenbildung um diesen Beruf bei – so unter anderem beispielsweise beim Lincoln-County-Rinderkrieg des Jahres 1878.

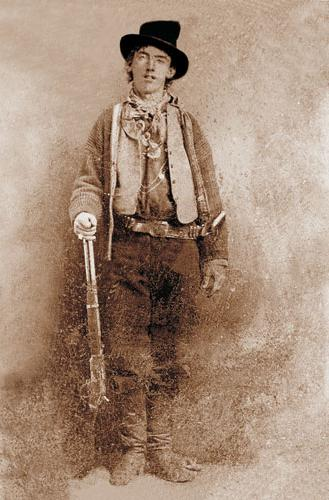
William H. Bonney, bekannt als „Billy the Kid“

„Wild Bill“ Hickok

Insbesondere nach dem Ende des Sezessionskrieges zwischen den Nord- und Südstaaten (1861–1865) suchten auch viele durch den Krieg gescheiterte, teilweise verrohte Menschen einen neuen Anfang im Westen. Glücksritter und Abenteurer fanden in den meist unerschlossenen Gebieten der Vereinigten Staaten oft einen gesetzlichen Freiraum vor, der es begünstigte, dass sich in manchen Landstrichen ein ausgeprägtes Banditenwesen entwickelte.
Legendenumwobene Namen wie Frank und Jesse James, die sich durch Bank- und Eisenbahnüberfälle einen berühmt-berüchtigten Ruf erwarben, oder „Billy the Kid“ verweisen ebenso auf die weit verbreitete Gesetzlosigkeit im Wilden Westen wie es die Namen ihrer Gegenspieler tun: die teilweise korrupten Gesetzeshüter – Sheriffs oder US Marshals –, die oft selbst als sogenannte Revolverhelden in der Grauzone zwischen Gesetz und Verbrechen agierten, so beispielsweise Pat Garrett, Wyatt Earp, „Wild Bill“ Hickok u. a.
Die vorgenannten im Einzelnen teils von Hollywood-Filmen geprägten Vorstellungen vom vermeintlich „wilden“ und „gesetzlosen“ Leben sind durch jüngere Forschungen relativiert worden. So rückten sie die Veränderung der Indianerpolitik stärker in den Mittelpunkt.

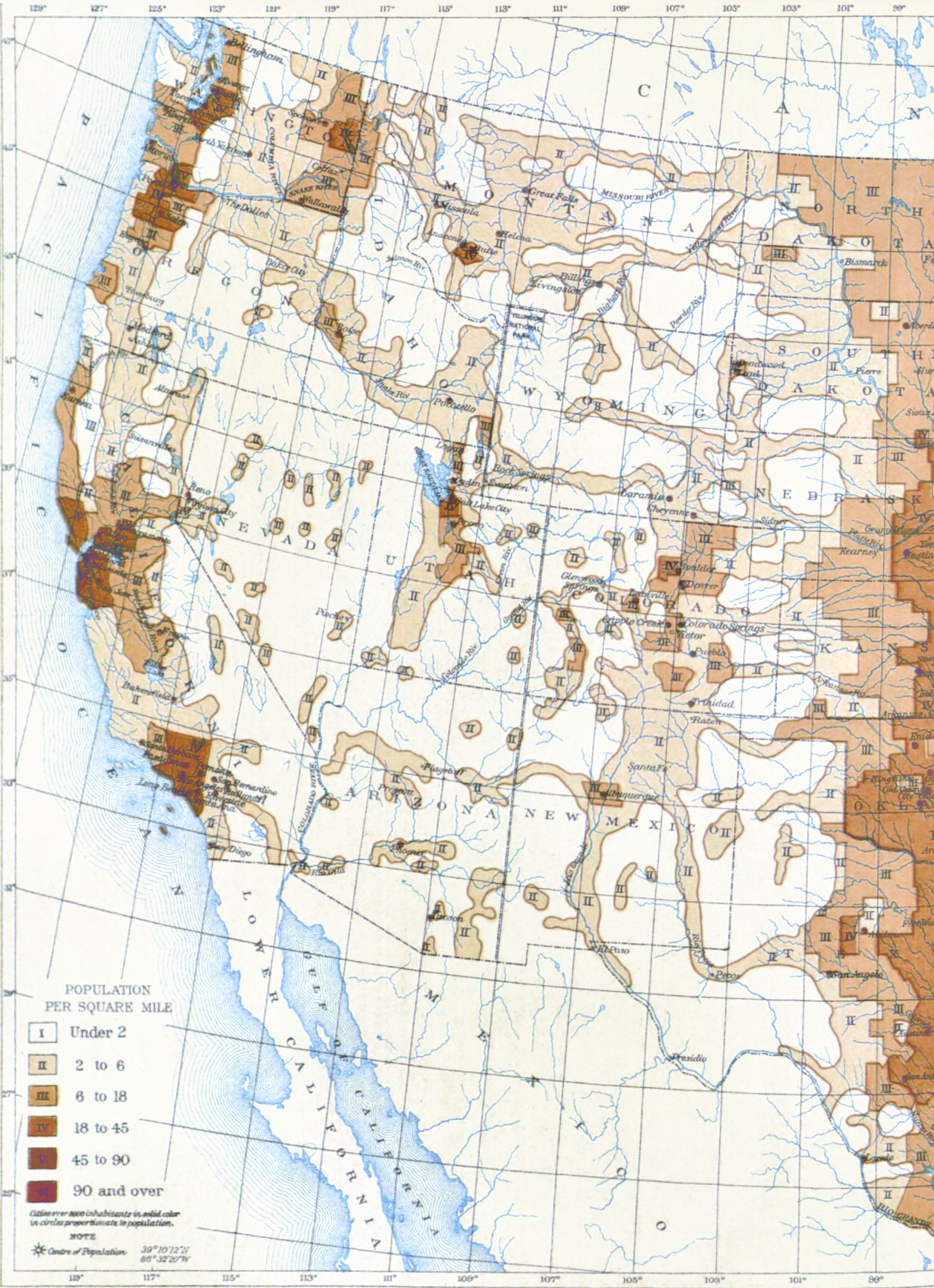
Bevölkerungsdichte des Westens der USA um 1910. Gebiete mit <2 Einwohnern pro Quadratmeile gelten als unbesiedeltes Frontier-Territorium.

### Infrastrukturelle Erschließung

Vollendung der ersten transkontinentalen Eisenbahnlinie zwischen Atlantik und Pazifik. Für die Presse gestellte Photographie des feierlich begangenen Zusammentreffens der Central Pacific Railroad und der Union Pacific Railroad am 10. Mai 1869 am Promontory Summit in Utah.

Die Trails wurden stetig ausgebaut und neue Routen etabliert, etwa der Bozeman Trail und der Old Spanish Trail. Parallel entwickelte sich ein Post- und Transportwesen – in den 1860er Jahren geprägt durch die Postkutschenlinien der Wells-Fargo Company und der Butterfield Overland Mail sowie durch den Pony-Express. Durch den transkontinentalen Eisenbahnbau und die Errichtung von Telegrafenleitungen entstanden jedoch noch im selben Jahrzehnt schnellere, günstigere und sicherere Alternativen für Überlandverkehr und Informationsübermittlung.

### Auswirkungen auf die Indianervölker

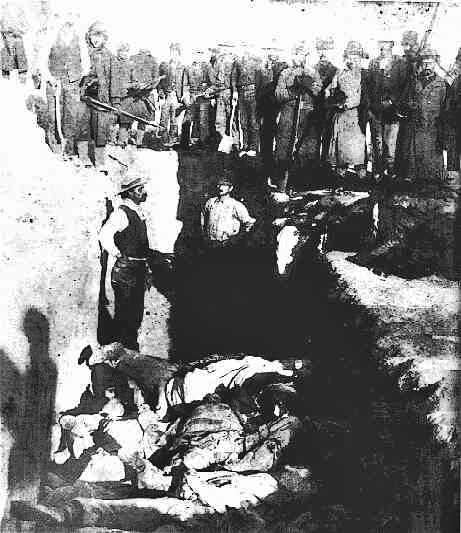
Indianer-Massengrab am Wounded Knee, 1890

Mit dem Homestead Act von 1862, das praktisch alles Indianerland an Siedler gab, hatte sich die Regierung mehr und mehr von der bis dahin von Verhandlungen und Verträgen geprägten Politik gegenüber den Prärieindianern abgewandt. Die gewaltig angewachsene Armee wurde nach dem Sezessionskrieg zunehmend dafür eingesetzt, die Landinteressen der großen Eisenbahngesellschaften durchzusetzen, die wiederum gute Beziehungen zur Regierung hatten. Auf Seiten dieser Allianz, die die Indianer von ihrem Land verdrängen wollte, fanden sich Goldsucher, Bauern, Viehzüchter in einem Klima steter Gewaltbereitschaft. Ausgangspunkt war demnach nicht die Abwesenheit eines staatlichen Gewaltmonopols, sondern seine Durchsetzung mit militärischer Gewalt.

### Das Ende derFrontierals Lebensraum des Wilden Westens
Der United States Census 1890 gab das Ende der Frontier bekannt. Diese Grenze zwischen dem besiedelten Osten und dem unbesiedelten Westen zu ziehen, war zunehmend schwierig geworden, nachdem sich inmitten vormals unbesiedelter Regionen große zusammenhängende Siedlungsgebiete z. B. in Utah und Colorado gebildet hatten, sodass dort Besiedlung nunmehr die Regel, nicht die Ausnahme war.
Um 1910 verbanden bereits mehrere besiedelte Korridore den Osten mit der Westküste: Im Norden entlang der Northern Pacific Railway; südlicher, direkt nördlich des Großen Salzsees zumeist entlang des Oregon Trail.
Politisch waren in den Jahren 1889 und 1890 die nördlichen Territorien des Westens sämtlich zu Bundesstaaten geworden. Der Südwesten folgte später nach: Utah 1896, Arizona und New Mexico 1912.
Damit endeten über 200 Jahre angloamerikanischer Exploration und Expansion in Nordamerika. Das „Manifest Destiny“ der USA hatte sich erfüllt. Doch der Nachschub an unbesiedeltem Neuland als Nährboden für den Wilden Westen war versiegt.

## Romantisierung

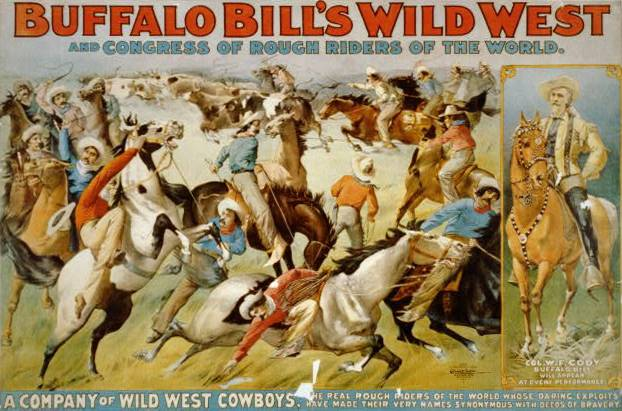
Werbeplakat von 1899 für Buffalo Bills Wildwest-Show

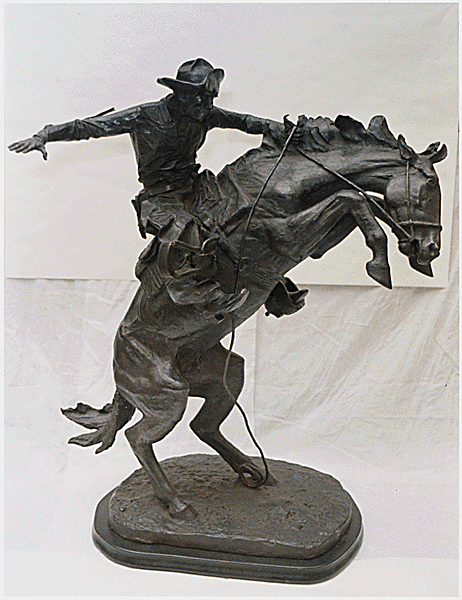
Skulptur eines Pferdezureiters von Frederic Remington, 1909

Schon ab dem späten 19. Jahrhundert wurde die Pionierzeit als „Wilder Westen“ verklärt und romantisiert. Vorreiter waren dabei vor allem die Dime-Novels (Groschenhefte) über „Buffalo Bill“ von Ned Buntline in den 1870er Jahren („Buffalo Bill Cody – König der Grenzer“). Angeregt durch den offensichtlichen populären Erfolg dieser Hefte über sein glorifiziertes Leben und einige eigene Auftritte in den Theaterstücken von Buntline, erkannte der ehemalige Bisonjäger, der eigentlich William Frederick Cody hieß, seine geschäftliche Chance und entwickelte eine nach diesen Groschenromanen gestrickte Wildwest-Show, die auch international auf Tournee ging.
Insbesondere in der Trivialliteratur, aber auch in der Filmindustrie, zunächst vor allem in den Vereinigten Staaten selbst, erlebte die Zeit des Wilden Westens einen kulturellen Boom. Die sich bildenden noch heute gültigen Klischees wurden weiter gepflegt und insbesondere von Stuart N. Lake 1931 mit „Frontier Marshal“, einer Biografie über Wyatt Earp, durch den Marshal- und Sheriff-Mythos erweitert, der in dem Film Zwölf Uhr mittags (Originaltitel: High Noon) 1952 seinen stilistischen Höhepunkt erreichte.

### Darstellung in der Bildenden Kunst und Fotografie
Mit den US-amerikanischen Malern Charles M. Russell (1864–1926) und Frederic Remington (1861–1909) stellten die Vereinigten Staaten zwei (noch) zeitgenössische Künstler, die mit ihren am Realismus orientierten romantisch-verklärenden Gemälden die im wörtlichen Sinn bis heute vorherrschende „bildliche“ Vorstellung des Wilden Westens prägten.
Der Fotograf William Henry Jackson (1843–1942) hielt die Szenerie der Zeit und Landschaften des Westens der Vereinigten Staaten in seinen berühmt gewordenen Fotos fest. Edward S. Curtis (1868–1952) war ein bekannter Fotograf, der verschiedene berühmte Indianer porträtierte und in seinen Bildern den Alltag und die Kultur der Indianer des ausgehenden 19. Jahrhunderts dokumentierte. Weitere Fotografien, die den Alltag des Wilden Westens dokumentieren, stammen beispielsweise von John C. H. Grabill.

### Literatur und Film

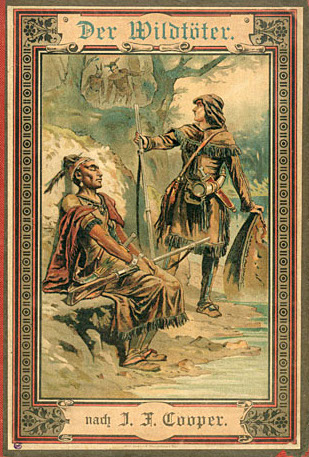
Buchdeckel einer deutschen Ausgabe des ersten Bandes der „Lederstrumpf“-Saga (Der Wildtöter, übersetzt vom amerikanischen Originaltitel: The Deerslayer), 1888

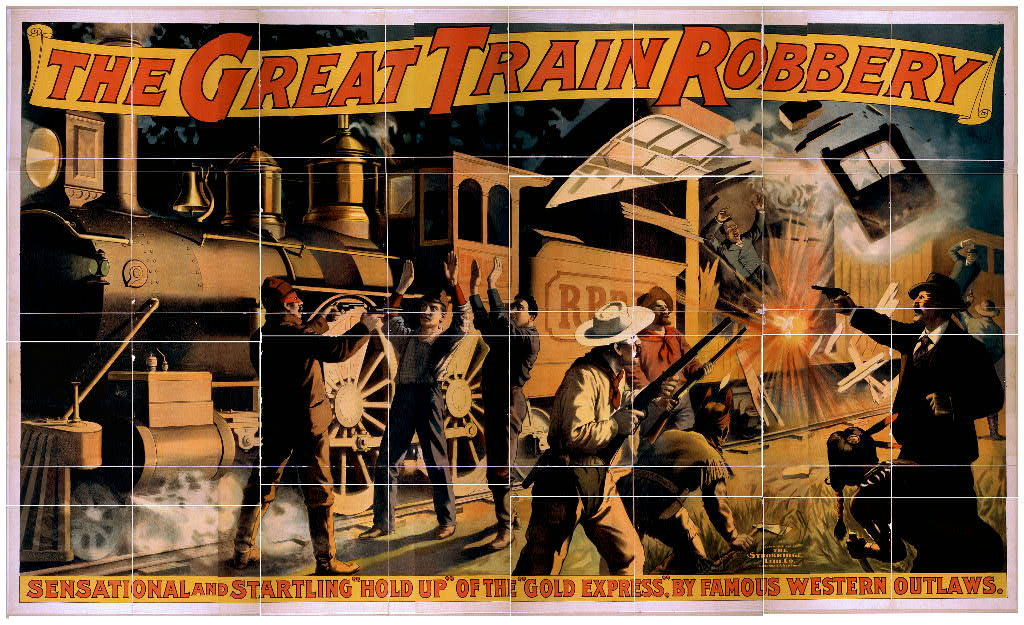
Filmplakat zum ersten Wildwestfilm der Filmgeschichte: The Great Train Robbery (Der große Eisenbahnraub) aus dem Jahr 1903

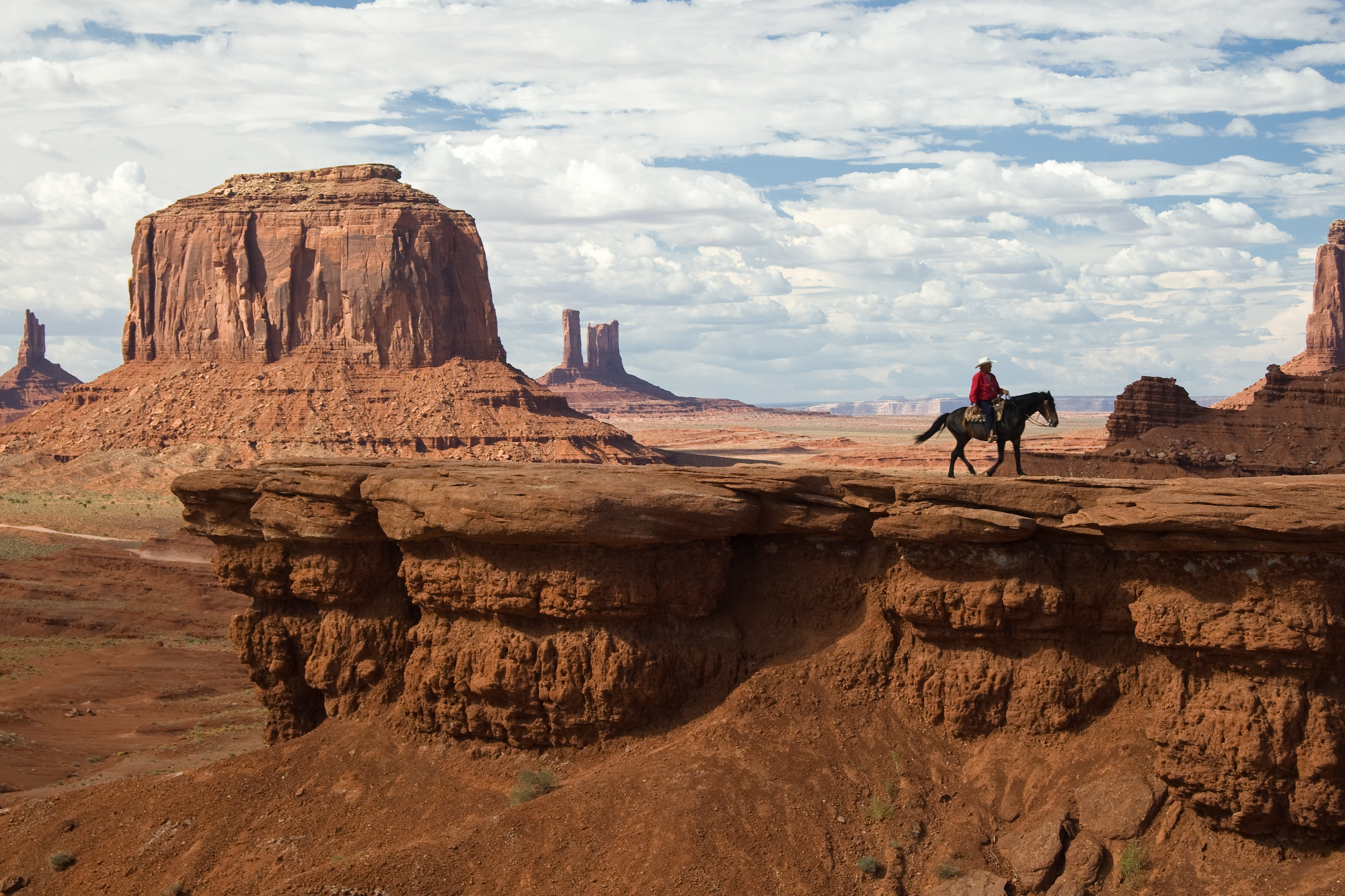
John Ford’s Point im Monument Valley, beliebter Drehort für Western im Grenzgebiet zwischen den US-Bundesstaaten Utah und Arizona, im Hintergrund der Tafelberg Merrick Butte